# Канал Чернавода-Негру Вода
Канал Чернавода-Негру Вода или Канал Дунав-Црно Море је вештачки канал у Румунији, у историјској покрајини Добруџа, којом румунска држава излази на море. Канал је дугачак 67 km и он је пловна веза између Дунава и Црног мора, којом је некадашњи пловни пут скраћен за приближно 400 km. Тиме се значајно скраћује пловни пут између Северног и Црног мора преко Дунава, Мајне и Рајне.

## Географија
Већ по важећим називима може се закључити да он спаја реку Дунав код града Чернавода и Црно Море са два крака: северни код града Негру Вода (данас преименован у Наводари) и јужни код града Ађиђеа, оба предграђа највећег румункског приморског града, Констанце. Разлог градње канала налази се у географског појави наглог скретања Дунава ка северу, при чему се он удаљава од Црног мора, правећи велики лук и много дужи пловни пут. Други разлог његове изградње је заобилажење делте Дунава, тешке за пловидбу.

## Историја
Први помени жеље за изградњом канала сежу још у средину 19. века. Градња је стално одлагана око сто година због новчаних средстава потребних за извођење. Међутим, румунски комунисти су нашли „одличан“ начин да смање цену изградње - за градњу су се користили политички затвореници. Канал се почео градити још 50их година и био место радних кампова неколико хиљада политичких затвореника румунске комунистичке власти. Многи су радећи на његовом прокопавању умрли од изнемоглости, због чега је овај канал назван и „Канал смрти“. Градња канала је посебно била брза за време владавине Чаушескуа, а завршена 1984-87, па је све укупно градња трајала дуже од три деценије.
Данас могућности канала још увек нису искоришћене, а многи ово сматрају и пропалим улогом, будући да скраћење пловног пута није значајно, а потреба за одржавањем је огромна, пошто се улаз у канал из Дунава налази на месту где река таложи огромне наносе.

## Мере и подаци у вези са каналом
- Дужина: 67
- Ширина: 70-90
- Дубина: око 7m
- Време исплатљивости канала: око 50 година (по данашњим проценама)